# Избори за Съвета за сигурност на ООН (2001)
Изборите за Съвета за сигурност на ООН през 2001 г. са проведени на 8 октомври по време на 56-а годишна сесия на Общото събрание на ООН в централата на Организацията на обединените нации в Ню Йорк.
За непостоянни членове на Съвета за сигурност на ООН са избрани Камерун, Гвинея, Сирия, Мексико и България. Мандатът на членството им е 2 години, считано от 1 януари следващата 2002 г.
В съответствие с установените правила за географско разпределение на непостоянните членове на Съвета за сигурност са избрани:
- 1 страна членка от група „Източна Европа“ (България заменя Украйна),
- 1 страна членка от група „Латинска Америка и Кариби“ (Мексико заменя Ямайка),
- 2 страни членки от група „Африка“ (Камерун и Гвинея заменят Мали и Тунис),
- 1 страна членка от група „Азия“ (Сирия заменя Бангладеш).

Участват само 7 страни кандидати за 5 места, отпадат Беларус и Доминиканската република.